# San Jorge (El Salvador)
San Jorge es un distrito del municipio de San Miguel Oeste en el departamento de San Miguel, en la zona oriental de El Salvador. El distrito tiene una extensión de 37.72 km² y 9.414 habitantes.
Limita al norte con Chinameca; al este con San Miguel; al sur con San Rafael Oriente y al oeste con Chinameca.

## Toponimia
Su nombre honra a Jorge Meléndez Ramírez (1871-1953), presidente de El Salvador.

## Historia
En 1865 los vecinos de esta población obtuvieron concesión de la municipalidad para explotar una montaña virgen, situada al Sur y rica en maderas de construcción y ebanistería. La industria extractiva tuvo éxito lisonjero y pronto se formó allí una aldea o caserío, edificado en una hondonada o joya en que señoreaba un añejo y frondoso árbol de zapote. Así, según la tradición, se formó en jurisdicción de Chinameca el valle o cantón de Joya del Zapote, originalmente habitado por las familias de los señores Luis Aparicio, Juan Jaime, Dionisio Portillo, Manuel Garay, Manuel Campos, Bemabé Quintanilla, Francisco Revelo y otros, a favor de quienes se había otorgado la concesión antes dicha.
La montaña virgen, antaño poblada de seculares árboles, cayó abatida por el hacha del leñador y la antigua selva indiana convirtió se en campo fértil para sementeras. Así, rápido fue el progreso de Joya del Zapote, pues muchas familias más, atraídas por la riqueza agrícola de la comarca y el auge de su comercio, se avecindaron en este valle, que por 1880 ya tenía escuela pública de primeras letras. Este valle y el vecino valle de Joya finalmente en pueblo, con el nombre de Ventura se erigieron San Jorge, por Decreto Legislativo de 10 de julio de 1920, y se le dio tal nombre en honor de don Jorge Meléndez, a la sazón Presidente de la República. El nuevo distrito quedó incorporado en el distrito de Chinameca, departamento de San Miguel.
| Noroeste: Chinameca                  | Norte: Chinameca        | Noreste: Chinameca          |
| Oeste: Chinameca, San Rafael Oriente |                         | Este: San Miguel            |
| Suroeste: San Rafael Oriente         | Sur: San Rafael Oriente | Sureste: San Rafael Oriente |

## Organización Territorial
Para su administración San Jorge se encuentra dividido en 6 cantones y 8 caseríos. Siendo sus cantones:    
1. Candelaria
2. El Roble
3. Joya de Ventura
4. La Ceiba
5. La Morita
6. San Julián

## Fiestas Mayores
Las fiestas patronales de San Jorge se celebran del 22 al 23 de abril en honor a San Jorge.